# Cântec de stea

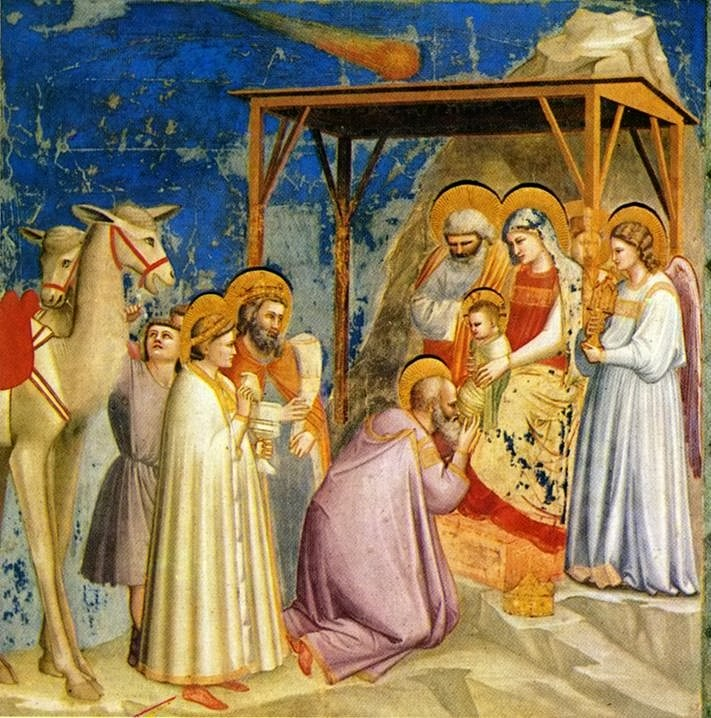
Închinarea magilor.

Cântecele de stea și stelarii sunt obiceiuri legate de Crăciun, Bobotează și colindat, împreună cu Viflaemul, Irozii și colindele cu subiect creștin. Deseori, cântecele de stea sunt numite generic „colinde”, deși acestea din urmă nu au legătură neapărată cu sărbătorile creștine.
În România, precum și în alte țări de rit creștin răsăritean, unde închinarea magilor e sărbătorită deodată cu Crăciunul, umblatul cu steaua are loc în saptamana dintre Craciun si Revelion, pe când în țările de rituri apusene, unde închinarea magilor e sărbătorită la Bobotează, se umblă cu steaua în ajunul Bobotezei.
În Austria și Germania, stelarii fac parte dintr-o organizație ce strânge fonduri caritative pentru țările sărace.

## Istoric
În primele veacuri creștine, cum încă astăzi în Biserica armeană, se sărbătorea pe 6 ianuarie "Arătarea Domnului" (teofania), având mai multe evenimente deodată:
- nașterea lui Iisus
- închinarea magilor
- botezul lui Iisus
- nunta din Cana Galileii.

Aceasta se atestează și de către ritul latin, în troparul de la vecernia Bobotezei: "Astăzi steaua i-a dus pe magi le iesle; astăzi vin din apă s-a făcut la nuntă; astăzi Christos bine a voit a se boteza în Iordan de la Ioan."
Acest fapt a determinat ca unele cântece de stea să aibă ca teme nu numai nașterea lui Iisus, ci toate cele patru evenimente. De pildă: "De atunci s-a cunoscut / La nuntă în Cana Galileii / Că Mesia s-a născut."
Totodată, românii înainte de trecerea la ritul bizantin slavon, aveau Postul Crăciunului ca și occidentalii, cu pomenirea parusiei. De aceea multe cântece de stea sunt parusiace, de pildă "Sus la poarta raiului".

## Exemple de cântece de stea/colinde creștine

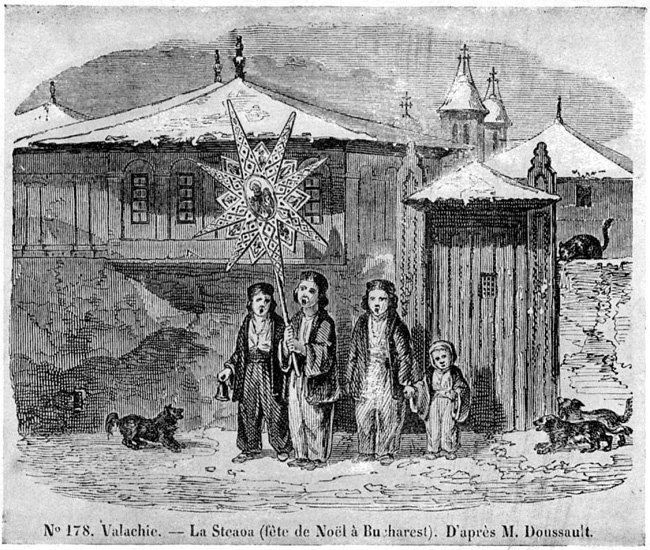
Copii cu Steaua la Bcurești, pe la 1840. După M. Doussault

Exemple de cântece de stea românești cu autor anonim:
- O, ce veste minunată! / Ce vedere minunată
- Am plecat să colindăm
- Sus la poarta raiului
- Pe străzile din Viflaim

Exemple de cântece de stea românești cu autor cunoscut:
- Astăzi s-a născut Hristos
- Bună dimineața la Moș Ajun
- Iată vin colindători!

Exemple de cântece de stea străine cu autor anonim:
- Away in a Manger
- Dji vén cwerî m' cougnou d' Noyé
- Ere zij God
- Birjina gaztettobat zegoen

Exemple de cântece de stea străine cu autor cunoscut:
- Noapte de vis / Stille Nacht
- Adeste fideles / O Come All Ye Faithful
- Hark! The Herald Angels Sing

Alte cântece de Crăciun:
- Moș Crăciun cu plete dalbe
- Clopoței, clopoței
- O, brad frumos!
- Steaua sus răsare

## Varia
Unele cântece de stea au devenit foarte populare, așa că sunt folosite de televiziuni ca și coloană sonoră pentru emisiunile și spoturile legate de Crăciun.
Unele cântece, care au o mică legătură cu Crăciunul, sunt promovate în această perioadă. În fiecare an, companiile de muzică se întrec în a realiza hitul numărul unu al Crăciunului, de obicei, dar nu întodeauna, un cântec legat de Crăciun.